# Centre Pasteur du Cameroun
Le Centre Pasteur du Cameroun (parfois appelé par son acronyme CPC) est un organisme technique du Ministère de la Santé Publique du Cameroun. Il est créé à Yaoundé en 1959, et depuis 1985 dispose d’une annexe à Garoua (CPCAG) et puis d’une antenne à Douala depuis 2004. Il est doté de l’autonomie financière et de la personnalité juridique.
Il est membre du réseau international des instituts Pasteur.

## Les missions du CPC
Les missions du Centre Pasteur du Cameroun sont de contribuer intensément à la lutte contre la maladie et la promotion de la santé à travers la prise en charge des patients camerounais et la prévention du risque sanitaire international par la surveillance des maladies endémiques et épidémiques, la recherche scientifique et la formation des personnels de santé.

## Les principales dates du CPC
- 1959 : Inauguration de l’Institut Pasteur du Cameroun[4] ;
- 1974 : fusion avec l'Institut de Recherches Médicales et d'Études des Plantes Médicinales (IMPM) au sein du Ministère de la Recherche et de l’Enseignement Supérieur ;
- 1980 : Création du Centre Pasteur du Cameroun au sein du Ministère de la Santé Publique ;
- 1992 : adhésion au réseau international des Instituts Pasteur ;
- 1985 : Création d’une annexe à Garoua;
- 2004 : Création d’une antenne à Douala.